# Françoise Remy
Françoise Remy (Monceau-sur-Sambre, 28 augustus 1963) is een Belgisch architect en stedenbouwkundige. 
Françoise Remy (Sint-Lucas Brussel, 1987) richt in 1990 samen met Guido Stegen het bureau Stegen & Remy op, dat in 2000 werd omgedoopt tot ARSIS. ARSIS trok vooral de aandacht door zijn innovaties op het gebied van het Brusselse erfgoed en de stadsplanning. Ze wijdden zich hoofdzakelijk aan restauratieprojecten en de stedelijke heropleving (wijkcontracten). Beïnvloed door de geschriften van Raymond Unwin, Bill Hillier en Kevin Lynch ontwikkelden zij vanaf 1991 een generische en compacte stedenbouw op basis van een soepele verdeling van bestemmingen in een duurzame ruimtelijke structuur. Zij pasten deze principes toe op een aantal bijzondere plannen van aanleg. Het streven naar een optimale wisselwerking tussen grondstoffen, vormen en functies domineert ook hun restauratieprojecten.